# Accompagnateur de voyage
Pour les articles homonymes, voir Accompagnateur.
 (avril 2022).
Si vous disposez d'ouvrages ou d'articles de référence ou si vous connaissez des sites web de qualité traitant du thème abordé ici, merci de compléter l'article en donnant les références utiles à sa vérifiabilité et en les liant à la section « Notes et références ».
L'accompagnateur de voyage assiste un groupe de personnes tout au long d'un circuit touristique imposé. Il doit aussi s'occuper des formalités administratives et veiller à la sécurité voyageurs.

## Réglementation
En 2013, Les professions de « guide touristique », « guide accompagnateur », « accompagnateur touristique » ne sont pas règlementées.

## Fonction
- accueil
- assistance dans les démarches administratives pour garantir un meilleur confort aux usagers
- résolution des différents problèmes
- veiller à ce que les prestations soient en adéquation avec celles du contrat
- renseignement des clients et des touristes tout au long du circuit.

Des animateurs peuvent être chargés d'accompagner des mineurs dans les trains de la SNCF, ainsi que dans les avions ou les bus.

## Qualités requises
- Grande autonomie, responsable, organisé, capable de gérer des situations inattendues, sociable et maitre de lui-même.
- Bonne culture générale et maitrise de plusieurs langues[Information douteuse].

## Salaire
- Pas de promotion interne, le salaire varie selon l'employeur, payé à la journée

En 1980, le salaire était d'environ 190 francs nets par jour.

## Niveau de formation
- en France : BAC +2 pour exercer ce métier